# デヴィッド・ドレイク
デヴィッド・A・ドレイク (David_Drake、1945年9月24日 - 2023年12月10日) は、アメリカ合衆国のSFおよびファンタジー作家。
ベトナム戦争に従軍し、退役後は弁護士として働いた後、専業作家となる。現在は軍事SFを手がける。

## 経歴
アイオワ大学卒業。歴史学とラテン語を専攻し、ΦΒΚ会員として認められた。デューク大学ロースクールに進んだが、陸軍に徴兵されベトナムとカンボジアにて第11装甲騎兵隊(黒馬連隊)で従軍したことで、学業が2年中断した。戦後1972年から1980年までノースカロライナ州チャペルヒルで町検事補として働いた。
1981年からはSFの専業作家となる。カール・エドワード・ワグナーやジム・グロースと共に、小出版社カルコサを設立した。現在はノースカロライナ州ピッツボロに在住。
2021年11月17日、健康上の問題を理由に小説の執筆を引退することを発表した。